# Stefano Romagnoli
Stefano Romagnoli (Bologna, 5 febbraio 1955) è un ex rugbista a 15 e allenatore di rugby a 15 italiano.

## Biografia
Nato e cresciuto nel capoluogo emiliano, esordì a 16 anni con il Bologna nel 1971; passato nel 1973 alle Fiamme Oro (il gruppo sportivo della Polizia di Stato), vi rimase un biennio, nel corso del quale rappresentò l'Italia a livello giovanile; trasferitosi nel 1975 al Parma, fu convocato in Nazionale A e, nel 1982, in quella maggiore (esordio in Coppa FIRA contro il Marocco).
Convocato anche per successivi tornei FIRA, disputò il suo ultimo incontro internazionale nel corso della Coppa del Mondo di rugby 1987 in Australia e Nuova Zelanda, contro Figi.
Il 1987 fu anche l'anno in cui tornò a giocare a Bologna per 3 stagioni, prima di chiudere nel 1991 al Noceto.
All'epoca era già allenatore della Nazionale Under-19.
Dal 1991 guidò, in parallelo con il suo incarico federale, il Bologna fino al 1997, negli ultimi anni in coppia con il trevigiano Mario Pavin; nel 1998 prese la conduzione tecnica dell'Amatori Parma, che l'anno seguente, dopo la fusione con i seniores del Noceto, divenne il GRAN Parma; nella nuova squadra Romagnoli rimase fino al 2004; successivamente allenò il Viadana, dal quale si congedò tuttavia nel febbraio 2006 a causa di dissapori interni.
Dal 2008 al 2010, in coppia con Alessandro Ghini, diresse la Nazionale Under-20 e parallelamente fu responsabile tecnico dell'Accademia federale del Rugby “Ivan Francescato”. Fino al 2011 fu commissario tecnico della nazionale Under-18 e poi allenatore in seconda della nazionale Emergenti. Nel 2017 sostituì Tito Cicciò come allenatore degli avanti della Nazionale femminile.
Dal 2021 è direttore tecnico del Colorno